# Harald Jähner

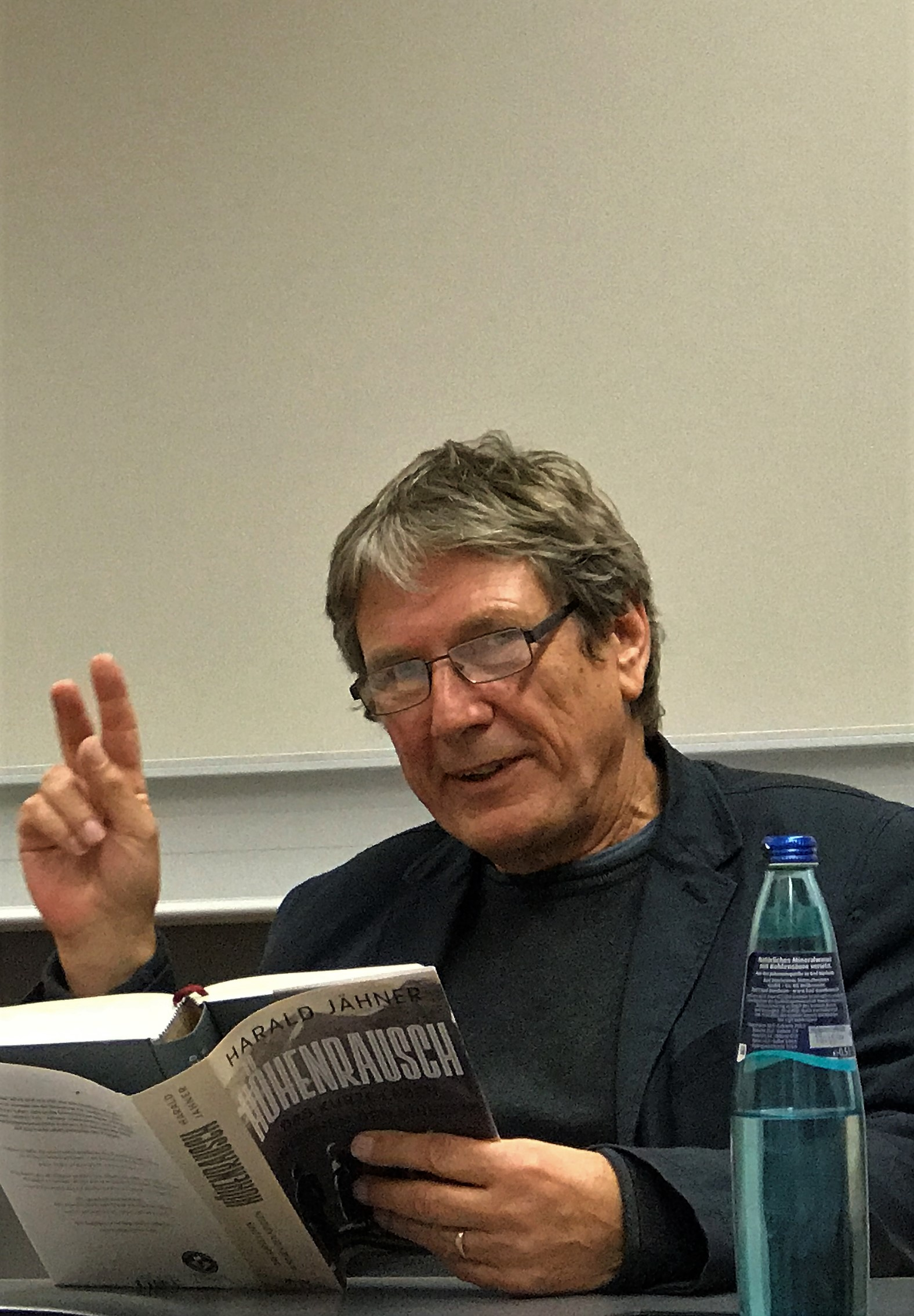
Harald Jähner, Lesung in Freiburg (2022)

Harald Jähner (* 26. März 1953 in Duisburg) ist ein deutscher Autor und Journalist.

## Biografie
Harald Jähner wuchs als Sohn des Schulrats Heinz Jähner und der Grundschullehrerin Hildegard Jähner, geb. Rutert, in Duisburg-Marxloh auf. Nach dem Abitur am Städtischen Neusprachlichen Gymnasium Duisburg-Hamborn studierte Jähner seit 1971 Germanistik, Geschichte und Kunstgeschichte an der Albert-Ludwigs-Universität Freiburg. Nach der Zwischenprüfung wechselte er 1973 an die Freie Universität Berlin, wo er sein Studium durch die Fächer Politikwissenschaften und Philosophie ergänzte und 1978 mit einer Magisterarbeit über Alfred Döblins Roman Berlin Alexanderplatz abschloss. Im Juni 1983 wurde er bei Ulf Schramm an der FU Berlin promoviert. Nach seinem Studium arbeitete er als freier Journalist unter anderem für das Magazin tip und war für die Berliner Festspiele im Rahmen der Vorbereitungen für die West-Berliner 750-Jahr-Feier tätig. Von 1989 bis 1997 leitete Jähner die Kommunikationsabteilung des Hauses der Kulturen der Welt in Berlin. Zugleich schrieb er von 1994 bis 1997 als freier Literaturkritiker für die Frankfurter Allgemeine Zeitung. Im Anschluss arbeitete er als Redakteur bei der Berliner Zeitung und leitete dort das Feuilleton von 2003 bis 2015. Von 2011 bis 2020 war Jähner Honorarprofessor für Kulturjournalismus an der Universität der Künste Berlin. Im Alter von 62 Jahren ging er in Altersteilzeit. 2019 veröffentlichte Jähner Wolfszeit. Deutschland und die Deutschen 1945–1955, eine Betrachtung des deutschen Lebens im Nachkriegsjahrzehnt 1945–1955, bei Rowohlt Berlin. Für diesen Titel, der ein Bestseller wurde, gewann er im selben Jahr den Preis der Leipziger Buchmesse in der Kategorie Sachbuch/Essayistik.

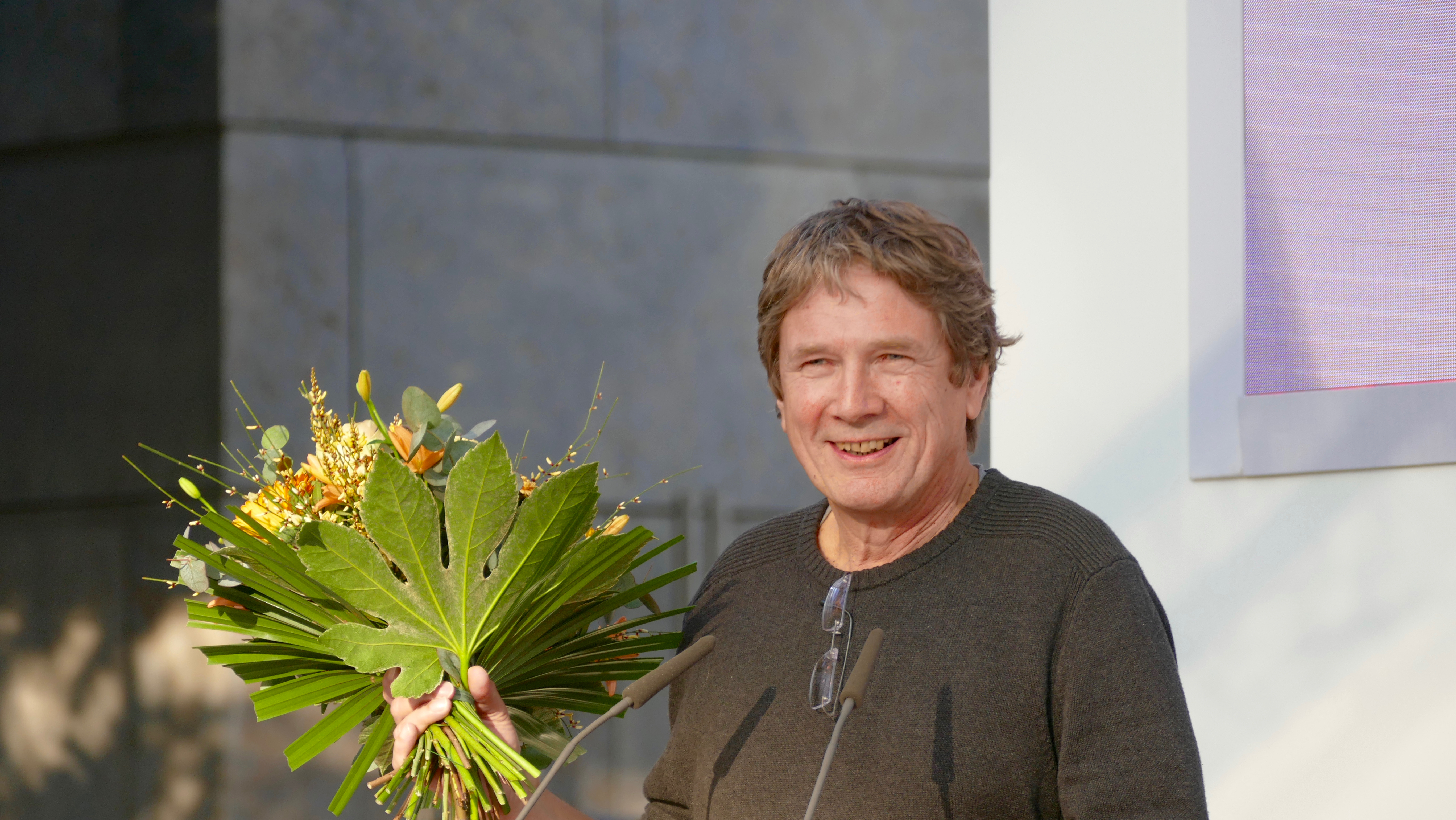
Gewinner des Preises der Leipziger Buchmesse 2019

## Auszeichnungen und Nominierungen
- 2019: Preis der Leipziger Buchmesse für Wolfszeit (Kategorie: Sachbuch/Essayistik)
- 2021: Baillie Gifford Prize (Shortlist) mit Aftermath: Life in the Fallout of the Third Reich, 1945–1955 (übersetzt von Shaun Whiteside)[7]
- 2022: Cundill History Prize (Shortlist) mit Aftermath: Life in the Fallout of the Third Reich, 1945–1955 (übersetzt von Shaun Whiteside)[8]
- 2022: British Academy Book Prize (Shortlist) mit Aftermath: Life in the Fallout of the Third Reich, 1945–1955 (übersetzt von Shaun Whiteside)[9]
- 2024: Prix Transfuge de l'essai historique mit  L'Allemagne et les Allemandes 1945-1955 (übersetzt von Olivier Mannoni)[10]

## Bücher
- Alfred Döblins Anspruch auf exemplarische Darstellung der Befindlichkeit des Subjekts in der Moderne im Roman „Berlin Alexanderplatz“. (Berlin, Freie Univ., Magisterarb., 1978).
- Erzählter, montierter, soufflierter Text. Zur Konstruktion des Romans »Berlin Alexanderplatz« von Alfred Döblin. Verlag Peter Lang, Frankfurt am Main [u. a.] 1984, ISBN 978-3-8204-5276-1 (Zugl.: Berlin, Freie Univ., Diss., 1983).
- Herausgegeben gemeinsam mit Krista Tebbe: Alfred Döblin zum Beispiel. Stadt und Literatur. Elefanten Press, Berlin 1987, ISBN 978-3-88520-238-7.
- Wolfszeit. Deutschland und die Deutschen 1945–1955. Rowohlt Berlin, Berlin 2019, ISBN 978-3-7371-0013-7.
- Wolfszeit. Ein Jahrzehnt in Bildern. 1945–1955. Rowohlt Berlin, Berlin 2020, ISBN 978-3-7371-0101-1.
- Höhenrausch. Das kurze Leben zwischen den Kriegen. Rowohlt Berlin, Berlin 2022, ISBN 978-3-7371-0081-6.[11]
- Wunderland. Die Gründerzeit der Bundesrepublik 1955–1967. Rowohlt Berlin, Berlin 2025, ISBN 978-3-7371-0190-5.